# Aromachologie
Dieser Artikel wurde auf der Qualitätssicherungsseite des Wikiprojekts Psychologie eingetragen. Dies geschieht, um die Qualität der Artikel aus dem Themengebiet Psychologie zu verbessern. Dabei werden Artikel verbessert oder auch zur Löschung vorgeschlagen, wenn sie nicht den Kriterien der Wikipedia entsprechen. Hilf mit bei der Verbesserung und beteilige dich an der Diskussion im Projekt Psychologie.
Die Aromachologie (von Aroma, altgriechisch für ‚Gewürz‘, ‚Duft‘, ‚Parfüm‘ und Psychologie (altgriechisch psȳchḗ für ‚Seele‘, ‚Gemüt‘)) ist die Wissenschaft des Einflusses von Gerüchen auf menschliche Emotionen und der Beziehung zum Verhalten.
Aromachologen analysieren Emotionen wie Entspannung, Begeisterung, Sinnlichkeit, Glück und Wohlbefinden, die durch Gerüche ausgelöst werden, die die olfaktorischen Bahnen im Gehirn und insbesondere das limbische System stimulieren. Es wird angenommen, dass verschiedene Träger einzigartige physiologische und psychologische Reaktionen auf Düfte haben, besonders auf solche, die nicht synthetisch hergestellt, sondern auf echten Gerüchen basieren. Das Wort „Aromachologie“ ist abgeleitet von „Aroma“ und „Physio-Psychologie“, letzteres ist das Studium von Aroma. Dieser Begriff wurde 1989 von dem, was jetzt das Sense of Smell Institute (SSI), eine Abteilung der Fragrance Foundation, ist, geprägt. Das SSI definiert Aromachologie als „ein Konzept, das auf systematischen, wissenschaftlichen Daten basiert, die unter kontrollierten Bedingungen gesammelt wurden“. Der Begriff wird definiert als der wissenschaftlich beobachtbare Einfluss von Geruch auf Emotionen und Stimmungen. Verbraucher nutzen Aromachologie, um Zeitdruck zu lindern, zur Entspannung oder Anregung und als Bestandteil anderer Aktivitäten, die ein Gefühl des Wohlbefindens erzeugen.
Obwohl bestimmte Pflanzen durch Studien in der Aromatherapie bekannt sind, stimulierende oder entspannende Effekte zu haben, befindet sich die Forschung über breitere Anwendungsbereiche zu therapeutischen Zwecken noch in einem frühen Stadium. Anhänger der Aromachologie möchten herausfinden, wie psychologische Effekte von Duft zum Gehirn übertragen werden, sowie wie positive Verhaltenseffekte durch Duft induziert werden können. Maria Lis-Bachin, Autorin von Aromatherapy Science: a Guide for Healthcare Professionals, stellt eine Überschneidung zwischen den Zielen der Aromatherapie und denen der Aromachologie fest. Trotz dieser scheinbaren Überschneidung glauben akademische Autoren, dass es sich um unterschiedliche Forschungs- und Anwendungszweige handelt, jeder mit seinen eigenen Forschungsmethoden und -richtungen.
Die Ziele der Aromachologie sind gemäß Lis-Balchin, „die Wechselbeziehung zwischen Psychologie und der neuesten Dufttechnologie zu studieren und durch Geruch eine Vielzahl spezifischer Gefühle (wie Entspannung, Begeisterung, Sinnlichkeit, Glück und Leistung) direkt an das Gehirn zu übermitteln.“

## Aromatherapie vs. Aromachologie
Die Geschichte der Aromatherapie reicht zurück ins alte Ägypten. Menschen haben seit Jahren ätherische Öle verwendet, um ihr psychologisches und physisches Wohlbefinden zu behandeln. Im alten Ägypten nutzte man ätherische Öle für kosmetische und medizinische Produkte. Zivilisationen aus der ganzen Welt verwendeten ebenfalls Aromatherapie zu therapeutischen Zwecken. Der Begriff Aromatherapie stammt aus dem 20. Jahrhundert, als der französische Chemiker Jean-Maurice Gattefossé die heilenden Kräfte des ätherischen Lavendelöls wiederentdeckte, indem er versuchte, eine schwere Verbrennung zu lindern. Aromatherapie erfordert die Einbeziehung von ätherischen Ölen und pflanzlichen Essenzen für therapeutische und ganzheitliche Prozesse, die das Wohlbefinden von Geist und Körper sicherstellen.
Andererseits ist Aromachologie der Begriff, den die Fragrance Foundation und das Sense of Smell Institute, beide mit Sitz in New York, 1989 dem Anliegen um die Düfte und das psychische Verhalten aufgrund von Gerüchen zugeordnet haben. Aromachologie ist eine relativ neue Wissenschaft, die positive Gefühle untersucht, die durch Gerüche fernab jedes ganzheitlichen oder heilenden Prozesses induziert werden. Der Begriff umfasst sowohl natürliche als auch synthetische Düfte. Der Begriff Aromachologie wird manchmal von Unternehmen mit verschiedenen anderen Begriffen wie „ätherische Öle“ oder „Aromatherapie“ als Marketingphrasen verwechselt. Die Produkte sollten nicht anders als „Aromachologie“ gekennzeichnet werden, da sie keine heilenden oder ganzheitlichen Vorteile bieten.

## Aromachologie und menschliches Verhalten
Studien haben gezeigt, dass die Teile des Gehirns, die Wachsamkeit und Konzentration steuern, durch die verwendeten Riechstoffe positiv oder negativ beeinflusst werden können. Jasmin in einem Testraum verbesserte die Problemlösungsfähigkeiten der Teilnehmer kognitiv und führte auch dazu, dass sie mehr Interesse und Motivation für die jeweilige Aufgabe zeigten. Eine Kombination aus Eukalyptus, Pfefferminzöl und Ethanol hat sich als förderlich für die kognitive Leistung erwiesen, und nach einer monotonen Stressaufgabe zeigten Versuchspersonen größere Motivation, nachdem sie einem Gemisch aus Pfefferminz, Bergamotte, Sandelholz und Lavendel ausgesetzt waren.
Das Journal of Society of Cosmetic Chemists of Japan veröffentlichte 1992 eine Studie, die zeigen sollte, wie Menschen sich verhalten, basierend auf den Düften, denen sie ausgesetzt sind. In der Studie wurde der Effekt von Geruch auf die Herzreaktionsmuster bei menschlichen Probanden während eines Zwei-Stimulus-Paradigmas in einer einfachen Reaktionszeitaufgabe untersucht. Während des Experiments waren Veränderungen im Herzreaktionsmuster offensichtlich und eine Herzfrequenzverlangsamung spiegelte den Prozess der Antizipation oder Aufmerksamkeit wider. Den Probanden wurde eine olfaktorische Stimulation mit verschiedenen aromatischen Luftproben geboten, gefolgt von einer 5-Sekunden-Ruhephase und einer 20-Sekunden-Riechstoff-Stimulationsphase. Es wurde festgestellt, dass der Geruch von Zitrone, der traditionell als stimulierend angesehen wird, den Effekt hatte, den Prozess der Antizipation oder Aufmerksamkeit zu aktivieren. Der Effekt der Aktivierung des Antizipations- oder Aufmerksamkeitsprozesses war stärker, wenn die Geruchsintensität konzentrierter war. Andererseits hatte der Rosenduft, der zunächst als beruhigend angesehen wurde, den Effekt, diesen Prozess zu unterdrücken.

## Wirkmechanismen
Wenn Gerüche die olfaktorischen Bahnen aktivieren, die zum limbischen Teil des Gehirns führen, lösen sie die Freisetzung von Neurotransmittern aus, die das Gehirn und den mentalen Zustand des Individuums auf verschiedene Weise beeinflussen. Stimuli, die an das limbische System übertragen werden, können nicht bewusst blockiert werden, daher beeinflussen alle olfaktorischen Stimuli unsere Emotionen. Der Geruchssinn wurde nicht so intensiv erforscht wie das Sehen und Hören. Das Gehirn ist in der Lage, kleine Unterschiede im Geruch zu verarbeiten, und der Geruchssinn kann im Alterungsprozess länger bestehen bleiben als Seh- und Hörvermögen.

## Kommerzielle Anwendung der Aromachologie
Aus der Perspektive der Schaffung eines Duftes für den Körper konzentrieren sich zahlreiche Aromachologie-Praktiker und kleine Unternehmen, die an Aromachologie interessiert sind, auf die Erstellung maßgeschneiderter Parfüms für Personen, die weniger daran interessiert sind, die gleichen Düfte wie alle anderen zu kaufen, und mehr dazu neigen, ein Parfüm zu tragen, das genau auf ihre eigenen Vorlieben, Erinnerungen und Duftübereinstimmungen zugeschnitten ist. Einige Kosmetikmarken wie Shiseido und Décléor widmen erhebliche Anstrengungen der Aufgabe, die vorteilhaften Eigenschaften von Aromen auf unser Wohlbefinden und unsere Gesundheit herauszufinden. Shiseido hat derzeit eine Hautpflegelinie namens „The Skincare“, die Aromachologie in ihren Produkten verwendet.
Breitere Anwendungen für Aromachologie finden sich in Industrien, die Duft in Produkte einbringen, die nicht Kosmetika oder Parfüms sind. Aromachologie umfasst auch Düfte, die zu Raumdüften, Textilien, Schubladeneinlagen und Geruchsreduzierern für das häusliche Umfeld eingeführt werden.

## Aromachologen
Aromachologen arbeiten mit ätherischen Ölen wegen ihrer aromatischen und physischen Effekte und sind Experten darin, wie ätherische Öle gemischt werden können, um „verhaltensbeeinflussende Düfte“ zu kreieren, um die positiven Effekte von Aromen auf menschliches Verhalten einschließlich Gefühle und Emotionen zu etablieren.
Angenehme Düfte veranlassen Menschen dazu, länger zu verweilen, ein Segen für Einzelhandelsgeschäfte, Museen, Spas und Casinos. Es wurde gezeigt, dass angenehme Gerüche die Produktivität verbessern und die körperliche Leistung steigern, wobei Athleten schneller laufen, mehr Liegestütze machen und eine kürzere Erholungszeit nach einem intensiven Training erleben, wenn der Raum mit Pfefferminz- oder Zitronenduft aromatisiert wurde.
Durch die Mischung spezifischer Düfte kann ein Aromachologe eine erholsamere Umgebung schaffen und Gesundheitszustände verbessern. Eine Studie aus dem Jahr 1987 zeigte, dass die in Muskatnussöl, Maisextrakt, Neroliöl, Baldrianöl, Myristicin, Soelemcin und Elemicin gefundenen Düfte Stress bei Menschen sowie stressbedingten Bluthochdruck reduzieren. The Mind Lab, eine unabhängige Beratungsfirma in Großbritannien, untersucht den Geruch eines Gebäudes als Teil der Forschung über die Reaktionen des Gehirns auf Reize. Immobilienmakler haben ihren Kunden empfohlen, Gerüche von frisch gebackenen Keksen oder das Aroma von Kaffee im Haus zu haben, wenn es potenziellen Käufern präsentiert wird, um ein Gefühl von Zuhause zu schaffen. Durch das Abfüllen und Freisetzen geeigneter Düfte, um Komfort, Sicherheit und Freude zu evozieren, könnte ein Eigentümer den Verkauf eines Hauses beschleunigen.
Die Arbeitsproduktivität kann durch die Verbesserung der Luftqualität in einem Gebäude gesteigert werden, nicht nur durch das Entfernen negativ wirkender Schadstoffe, sondern auch durch olfaktorische Stimulation über die Lüftungs- oder Klimaanlagen, um eine Mischung aus belüfteter Luft und Geruch zu erhalten.
Dabei muss über die Dosierung sichergestellt werden, dass der Geruch nicht übermäßig, sondern gerade über dem Wahrnehmungsniveau gehalten wird. Außerdem sind diese olfaktorischen Substanzen sehr verschieden von Parfüm und sollten stattdessen den Geruch natürlicher Außenluft nachahmen.
Jasmin wird als Schlafhilfe verwendet und der Duft von Vanille ist nützlich für diejenigen, die das Verlangen nach Süßigkeiten nach dem Mittagessen reduzieren möchten.